# Gmina Ulricehamn
Gmina Ulricehamn (szw. Ulricehamns kommun) – gmina w Szwecji, w regionie Västra Götaland, z siedzibą w Ulricehamn.
Pod względem zaludnienia Ulricehamn jest 109. gminą w Szwecji. Zamieszkuje ją 22 342 osób, z czego 49,74% to kobiety (11 113) i 50,26% to mężczyźni (11 229). W gminie zameldowanych jest 660 cudzoziemców. Na każdy kilometr kwadratowy przypada 19,91 mieszkańca. Pod względem wielkości gmina zajmuje 98. miejsce.